# Albertville (Minnesota)
Albertville is een plaats (city) in de Amerikaanse staat Minnesota, en valt bestuurlijk gezien onder Wright County.

## Demografie
Bij de volkstelling in 2000 werd het aantal inwoners vastgesteld op 3621.
In 2006 is het aantal inwoners door het United States Census Bureau geschat op 6001.

## Geografie
Volgens het United States Census Bureau beslaat de plaats een oppervlakte van
12,1 km², waarvan 11,3 km² land en 0,8 km² water.